# Vojnici
Pour les articles homonymes, voir Vojnići.
Vojnici (en serbe cyrillique : Војници) est un village de Serbie situé dans la municipalité de Babušnica, district de Pirot. Au recensement de 2011, il comptait 95 habitants.

## Démographie
| 1948 | 1953 | 1961 | 1971 | 1981 | 1991 | 2002 | 2011 |
| ---- | ---- | ---- | ---- | ---- | ---- | ---- | ---- |
| 464  | 441  | 380  | 287  | 237  | 139  | 104  | 95   |

|  |